# Кше-Дуже
Кше-Дуже (пол. Krze Duże) — село в Польщі, у гміні Радзейовиці Жирардовського повіту Мазовецького воєводства.
Населення — 302 особи (2011).
У 1975-1998 роках село належало до Скерневицького воєводства.

## Демографія
Демографічна структура станом на 31 березня 2011 року:
|          | Загалом | Допрацездатний вік | Працездатний вік | Постпрацездатний вік |
| -------- | ------- | ------------------ | ---------------- | -------------------- |
| Чоловіки | 153     | 48                 | 91               | 14                   |
| Жінки    | 149     | 24                 | 92               | 33                   |
| Разом    | 302     | 72                 | 183              | 47                   |